# Traskorchestia traskiana
Traskorchestia traskiana är en kräftdjursart som först beskrevs av William Stimpson 1857.  Traskorchestia traskiana ingår i släktet Traskorchestia och familjen tångloppor. Inga underarter finns listade i Catalogue of Life.